# أحمد رفعت (قاضي)
أحمد فهمي رفعت (ولد بالإسكندرية) هو قاضي مصري ورئيس محكمة جنايات شمال القاهرة. تولى الفصل في عدد من القضايا الشهيرة منها قضية فتاة مصر الجديدة، وقضية التنظيم القطبي وقضية الآثار الكبرى فضلا عن محاكمة حسني مبارك الرئيس المصري السابق فيما عُرف إعلاميا بمحاكمة القرن.
كما تنحى عن التحقيق مع اثنين من زملائه القضاة، هما المستشارين هشام البسطويسي ومحمود مكي نائبا رئيس محكمة النقض، بعد أن أحالهما وزير العدل في نظام مبارك، ممدوح مرعي، للتحقيق بعد أن أكدا على وجود تزوير في الانتخابات البرلمانية لعام 2005.
كما أنه يقول دائما في حيثيات أي قضية «أنا أحكم من خلال الأسانيد والأوراق والبراهين والرأى العام لن يعفيني عند مقابلة رب كريم»